# 満洲服
- 満洲服
- 滿洲服
- 満州服

満洲服（まんしゅうふく、満洲語：ᡝᡨᡠᡴᡠᠠᡩᡠ、転写：etuku / adu）とは、満洲民族の民族衣装のことを指し、チャイナドレスの原型でもある。漢字表記では「旗装」や「旗服」とも書かれている。

## 歴史

### 清建国以前
満洲服は元々14世紀から15世紀にかけて発明されたもの。満洲地域の西側には広大な北アジアの遊牧地があり、そこでの遊牧生活に完璧に適応した服はモンゴル国のデールであった。
満洲人は戦争での利便性のために本来の漁猟的な生活を変え、モンゴル人の遊牧的な風習を学んだ。その吸収された多くの物の中に、満洲人はデールの服を参考し、自分たちの戦闘スタイルはモンゴル人のように完全的な騎馬型ではないことも考慮して、都合のいい要素だけを取り込み、創られた物はこの満洲服である。
また、最初の満洲服は男性を誘惑するためのものではなく、勿論女性専用のデザインでもなく、単純に男女問わずの戦闘服だった。現代のチャイナドレスと違って、スリットの下に厚いズボンを履かなければならなかった。それは馬などの動物に騎乗する際に、スリットがあれば足を横に出しやすく、前からの強い風も防ぐことが出来るからである。
満洲人は東北アジアの極寒の地に暮らしていた故、防寒意識が高いデザインを採用し、詰め襟が特徴になっている。

### 清による中国支配後

#### 前期
16世紀、満洲人によって成立した清国は、「八旗」という軍事・民政一体の制度を実行し、満洲人の中に「旗人」と呼ばれる貴族階級が成立した。
旗人の女性の正装は、「髪型は旗頭、衣装は旗装、靴は旗鞋」だった。しかし、この時代の満洲服のシステムは、整然とまとまったものとは言えなかった。旗人や満洲人が着る服の漢字表記は統一されておらず、「騎装・満洲服・旗装・旗服」など、幾つかの呼び方が同時に存在した。
17世紀、清国は漢人を完全に支配するため、1644年に満洲人の風俗を漢人の男性に強制する命令を出した。「髪型を辮髪にし、漢服の着用を禁止し、満洲式の服装を着用せよ」と命じた。これは「剃髪易服」と呼ばれる中国史上の大事件であった。漢人の男性は、辮髪をその形から「豚の尻尾」と呼び、強く反発した。一方、漢人女性は漢服を着続けることが許された。
満洲服の様式は清国以外の国にも影響が及んだ。例えば清の属国ベトナムでは、軽量化された服装のほうが東南アジアの暑い気候に都合がいいという発想から、満洲服の中に一部の要素を取り組み、当時のアオザイと融合させていた。

#### 中期
18世紀、漢人の不満の高まりを受け、清国政府は庶民に高級旗装の着用を許可した。優雅である一方動きにくい漢服に対して、戦闘服である満洲服は機能性に極めて富んでいた。そのため、割りとすんなり漢人に受け入れられた。制度上は漢服の着用を許可されていた漢人の女性も、旗人の豊かな生活を羨ましく感じて、自ら旗装を着るようになった。
清国の支配層も漢人の服事情の変化に気付き、明王朝以来のすべての中国文様・織り方法・礼装体系を幾つかの書物にまとめて、中国全土に発行した。こうして満洲人の支配者たちは漢人の特徴を意図的に満洲服に織り込み、二つの民族服の融合に大きく貢献した。
満洲服自体も漢服に影響されて洗練されたことによって、手本であったモンゴルのデールから徐々に離れ、漢人の特徴の濃い中国伝統衣装の一つとして生まれ変わった。こうして服装によっての民族対立は、知らず知らずのうちに消えてゆく。

#### 後期
清の後期に入ると、満洲服は漢服のように益々装飾性を重視するようになり、本来持っていた遊牧的な利便性は完全に消えた。
服以外の髪型や靴なども同様に変化し、絢爛豪華さを極めるようになった。19世紀の光緒帝以降、旗頭は次第に大型化し、地毛を頭部の両側に、蝙蝠のように張り出させて結う形から、「両把頭（リャンバト）」と呼ばれた。髪の量が足りない場合、カツラや布製の疑似頭髪などを使うのが一般的であった。
西太后の頃には、特に大きい両把頭を「大拉翅（ダラシ）」と言い、清の貴族女性の代表的な髪型として知られていた。この大拉翅は、頭頂部にあって高さがあり、宝石・真珠・金・点翠（青い羽根状の工芸品）・造花・流蘇・房飾りなどがタップリ飾られた、斬新なデザインの髪型であった。
また、履物である旗鞋の中には10センチ程のヒールのついた靴もあった。形状は盆栽に似て、側面に花の刺繍を重ね、遠くから見るとまるで「花の盆栽が靴の底部にある」に見えることから「花盆底鞋（ファベンディシェ）」と呼ばれた。このような服装は満洲人と漢人の両方から人気を集めて、清国人の結婚礼装として定着した。

### 清国滅亡以降
1911年の辛亥革命による清国の滅亡に伴い、漢民族の男性は満洲支配の象徴である辮髪を切りすてた。しかし、満洲服を脱ぎすて、漢服に戻った漢民族の女性はほとんど居らず、満洲服は満洲人とか漢民族とかにかかわらず、中国女性全体の普段着として定着した。
1930年代、上海の女学生たちは満洲服「袍」に洋服の裁断方法を導入して、日本語でいうところのチャイナドレスに進化させた。この中華民国の時代に、さまざまな漢字表記を持った満洲服も「旗袍」という書き方に統一された。チャイナドレスの形も「袍」以外の満洲服から大きく変えられた。解放的な思想の影響で、女性の曲線美を強調するため、膝までだったスリットは深く腿まで達するようになった。
暖帽（mahala）と補褂（sabirgi kurume）は満洲人などの八旗の他、漢人科挙官僚の服（官服）であり、民籍漢人は着用が禁じられていたが死後に死に装束として着せるのは黙認されていたため死後の世界での栄達を願って着せられていた。そのため舞台の時期設定が清末民国初期であることの多いキョンシー映画では死者であるキョンシーがこれらを着用していることが多く、映画のヒット後は映像作品に登場するキョンシーはこれらの服装のイメージが定着した。

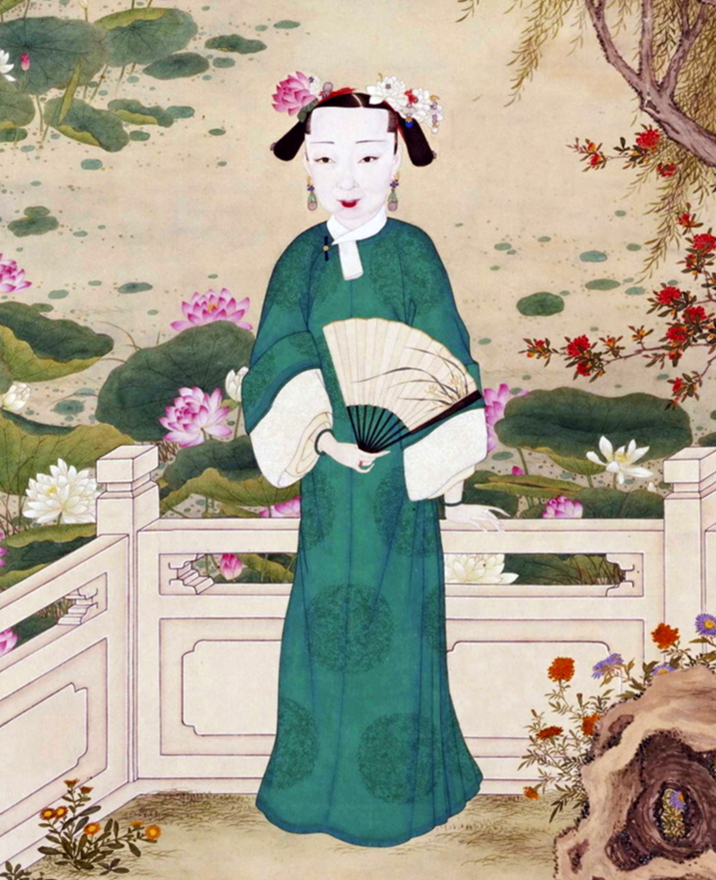
道光時代 孝慎皇后の両把頭
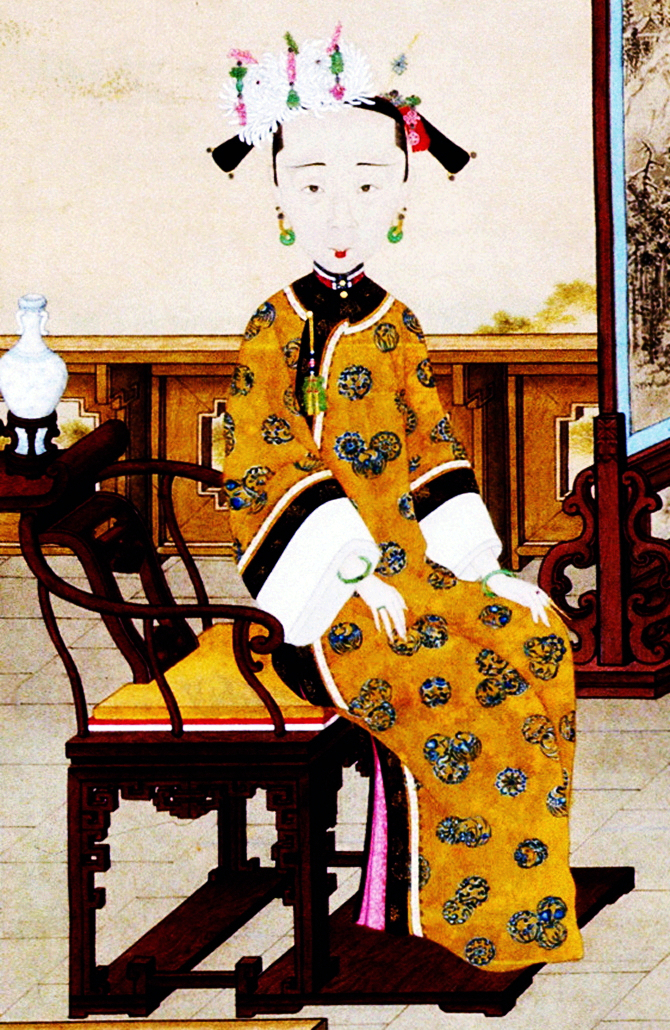
道光時代 孝全皇后の両把頭
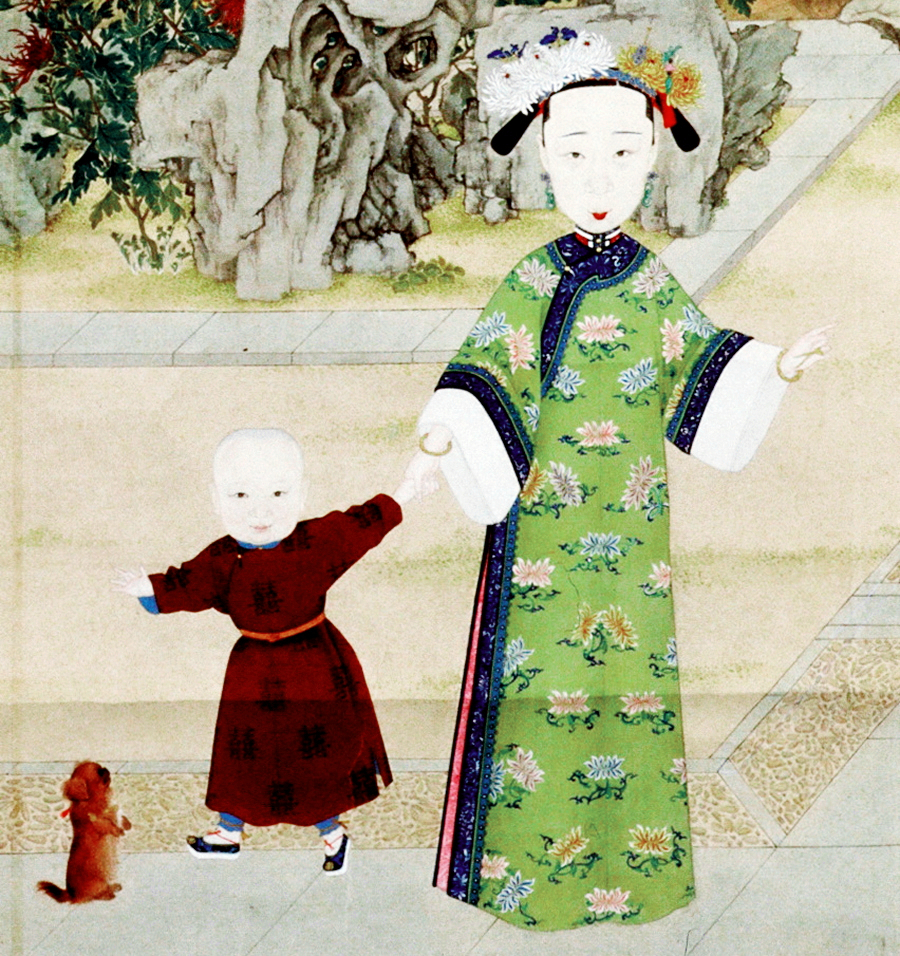
道光時代 静貴妃の両把頭
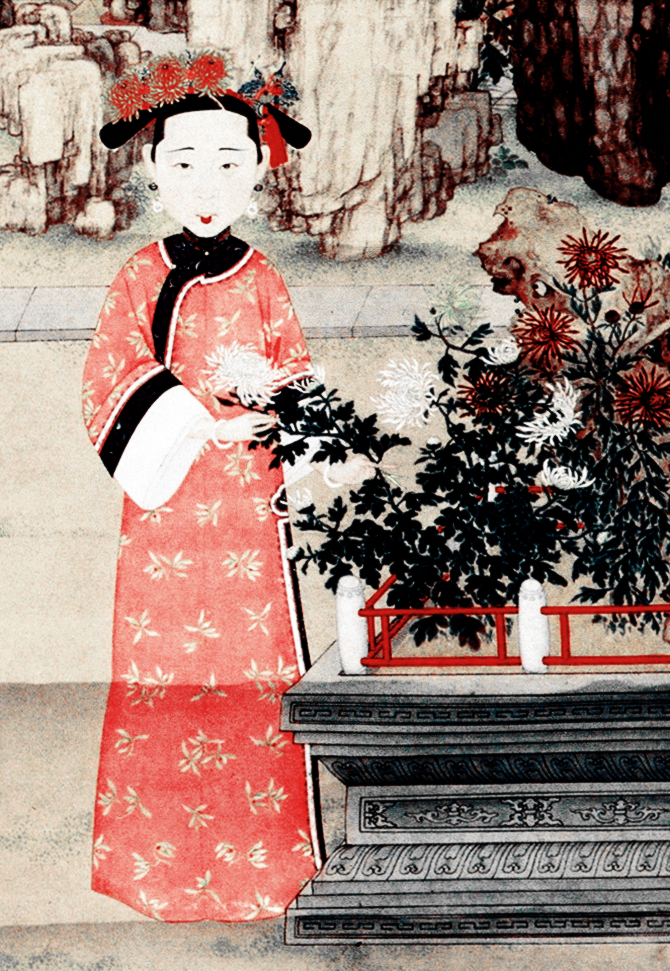
道光時代 彤貴妃の両把頭
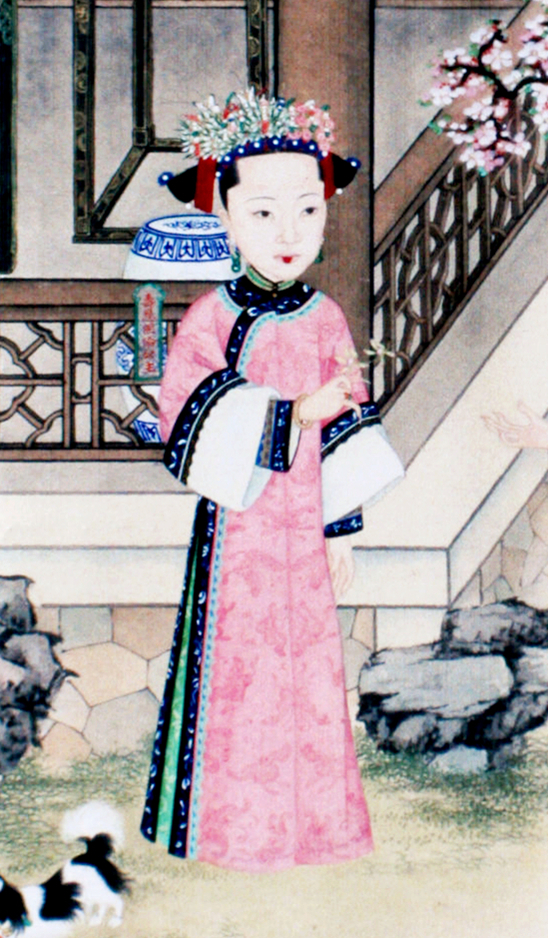
道光時代 寿恩固倫公主の両把頭
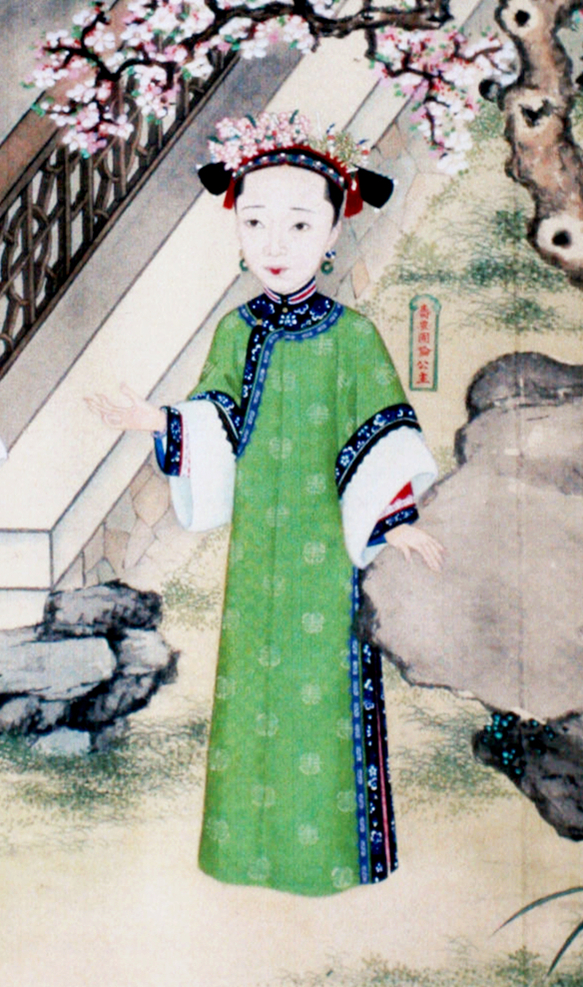
道光時代 寿安固倫公主の両把頭
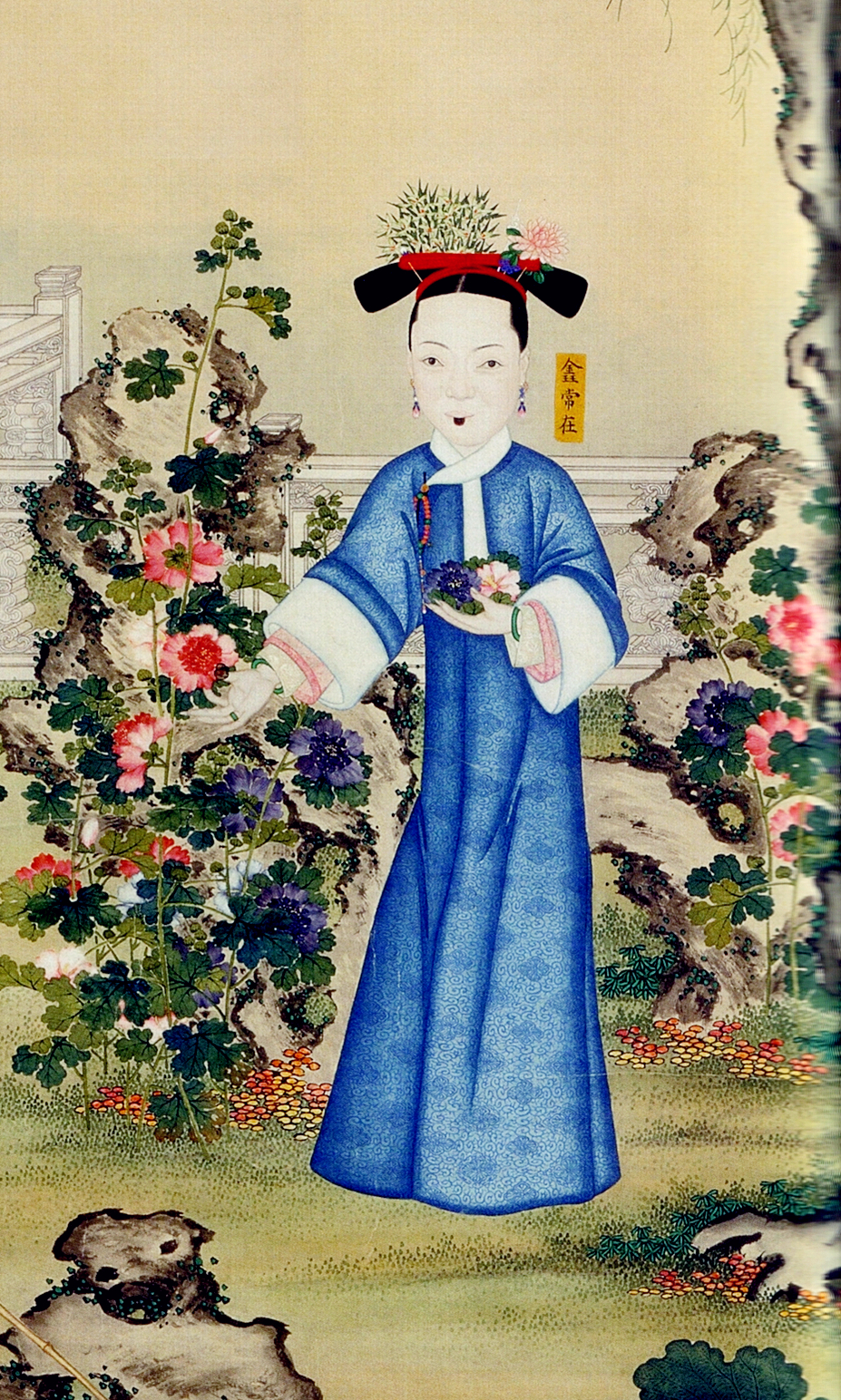
咸豊時代 錱常在の両把頭
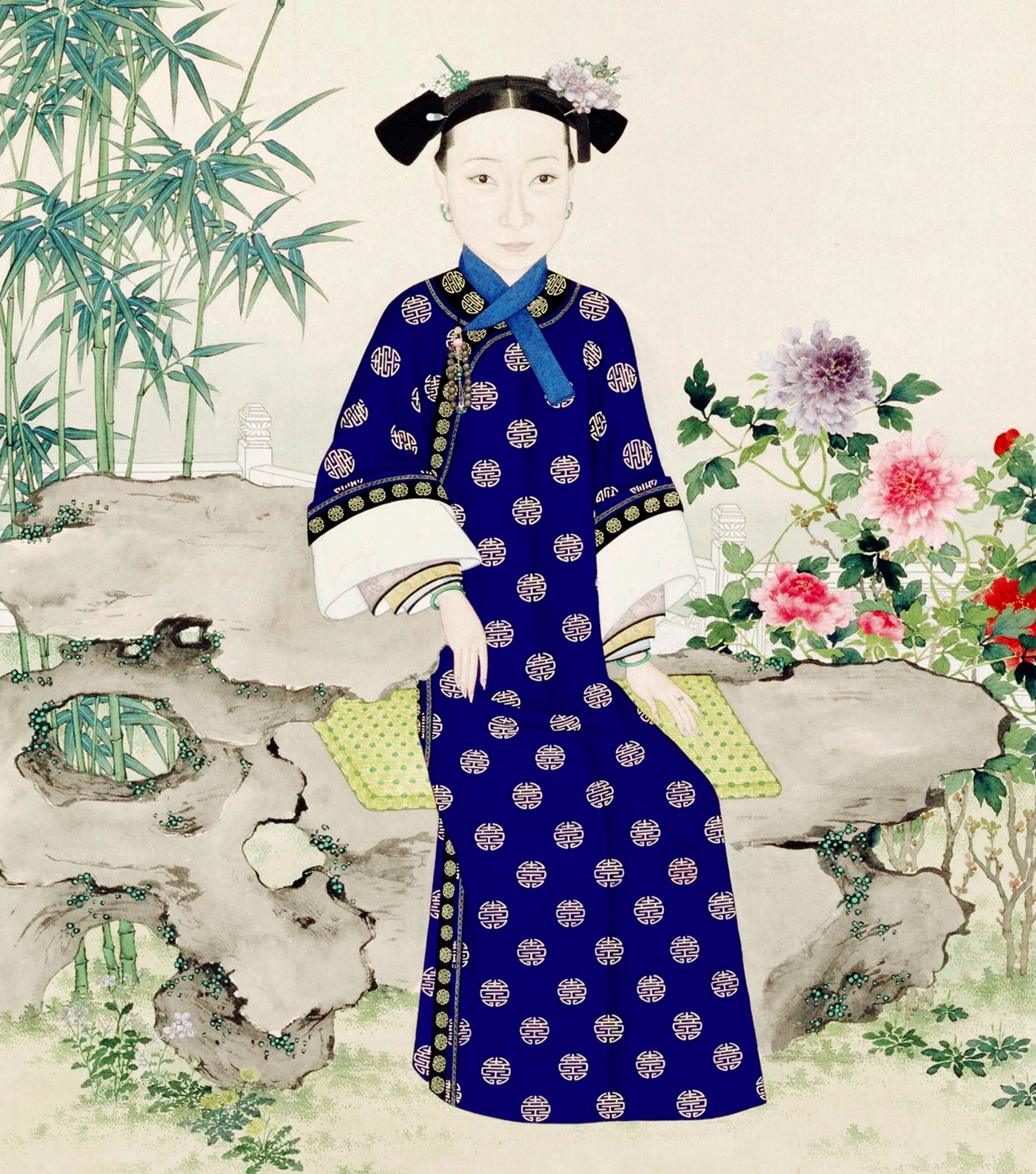
同治時代 東太后の両把頭
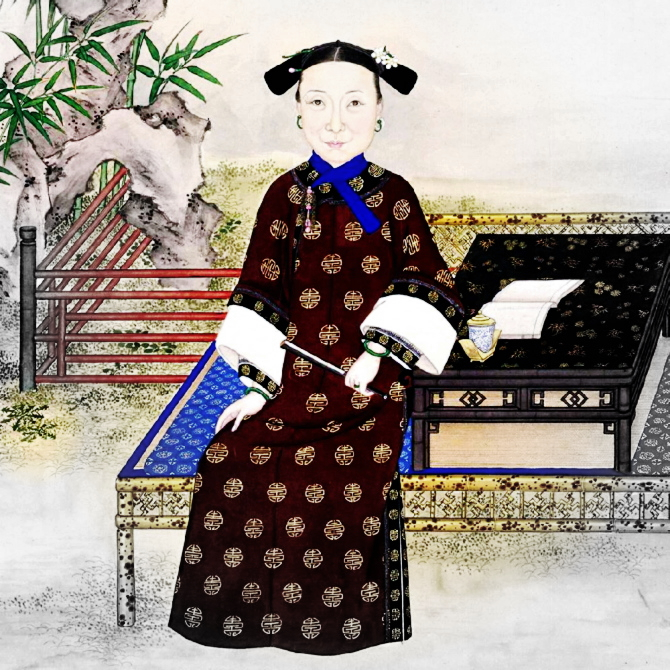
同治時代 西太后の両把頭
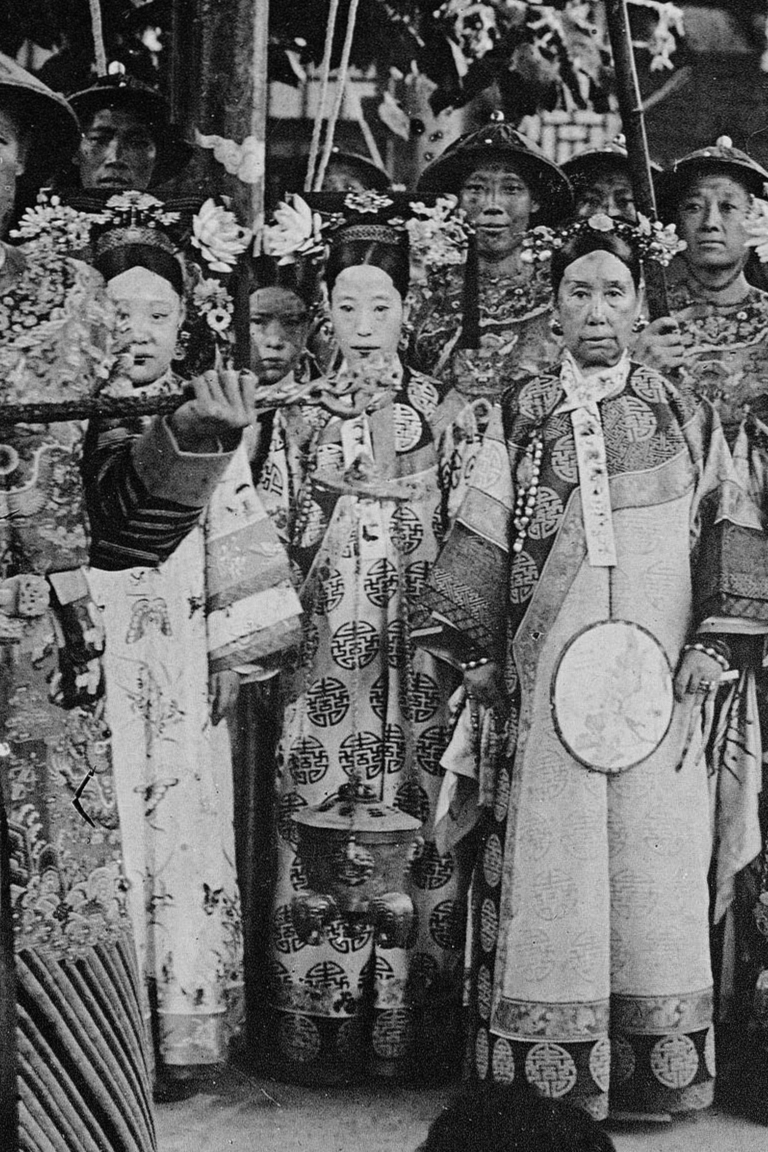
光緒時代 西太后・皇后・瑾妃の大拉翅
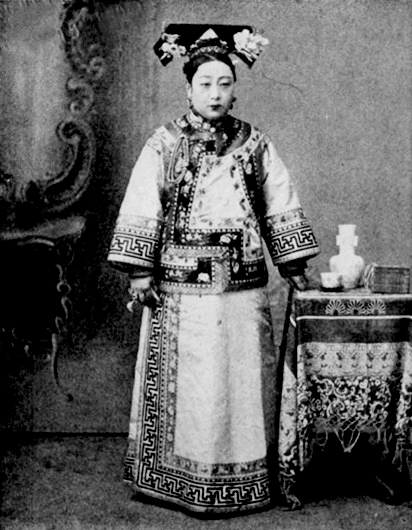
光緒時代 毓朗貝勒福晋の大拉翅
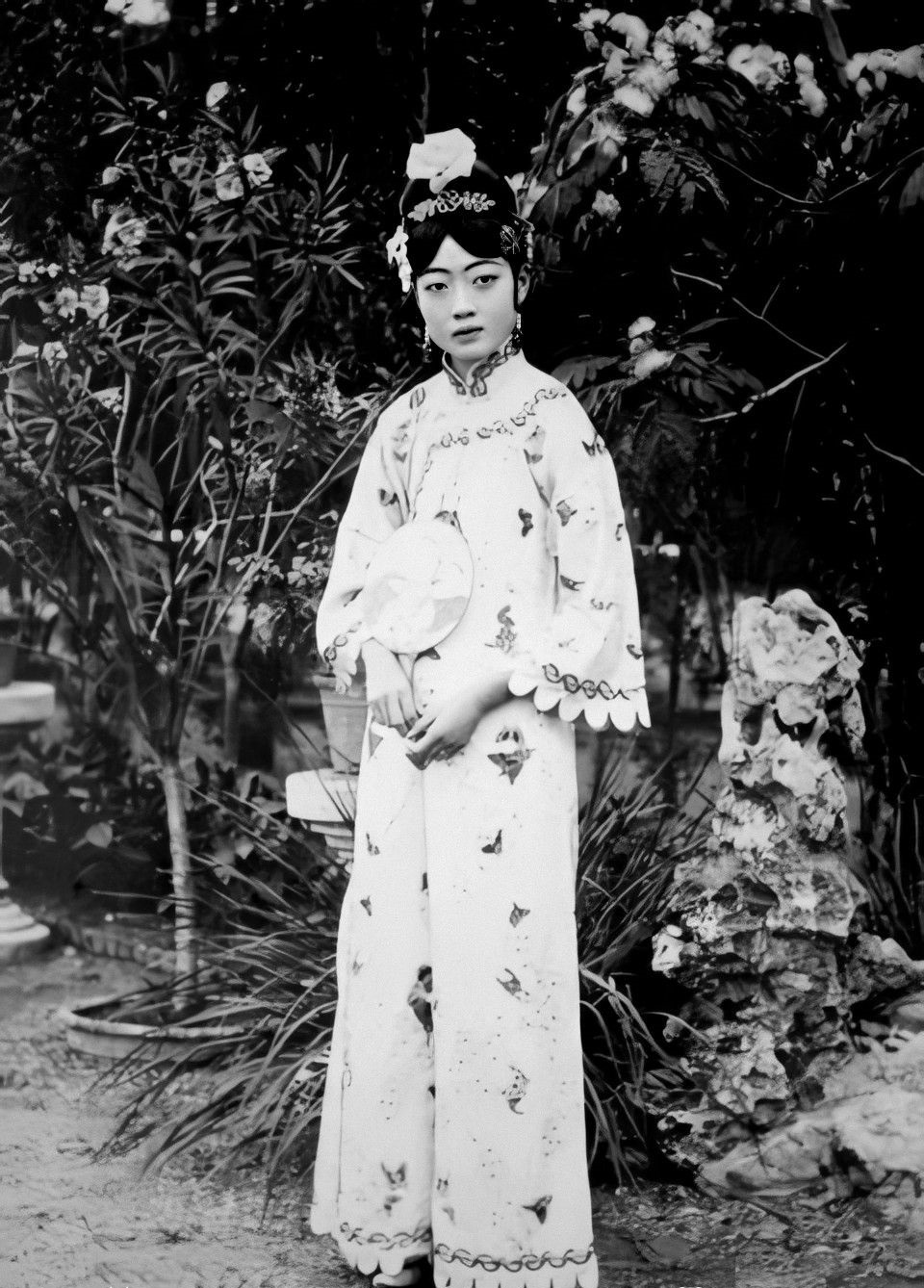
民国時代 孝恪皇后の大拉翅
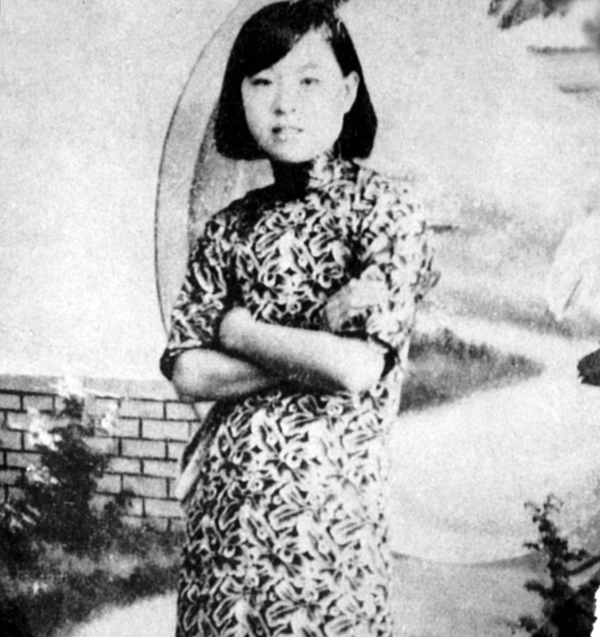
民国時代 明賢貴妃のチャイナドレス

## 種類と名称

### 衣服（etuku）
- アニ・エトゥク、グル・エトゥク（an i etuku, gulu etuku）：常服、素衣[3]
- エムルス・エトゥク（emursu etuku）：単衣、裏地なしの服
- ジュルス・エトゥク（jursu etuku）：夾衣、裏地付きの服
- グル・フラブル・エトゥク（gulu fulaburu etuku）：紺袀服
- ボチョンゴ・エトゥク（boconggo etuku）：花衣
- クブニ・エトゥク（kubun i etuku）：綿衣、綿製の服
- ゲチュヘリ・エトゥク（gecuheri etuku）：錦衣、錦袍
- ドモ・エトゥク（domo etuku）：女裏衣、中衣、底衣、女性用の下着
- フルデヘ・エトゥク（furdehe etuku）：皮草衣服、毛皮製の衣服
- ファイダニ・エトゥク（faidan i etuku）：駕衣、儀仗官の服
- テムゲトゥ・エトゥク（temugetu etuku）：号衣、所属営の記号付き軍服
- ドロイ・エトゥク（doroi etuku）：朝服、朝衣、礼装用の服
  - セセ・ノホ・ドロイ・エトゥク（sese noho doroi etuku）：総金朝衣
  - ボリン・ノホ・ドロイ・エトゥク（borin noho doroi etuku）：大蟒(緞)朝衣

- シジギャン、シジヒャン（sigijiyan, sijihiyan）：袍、長衣、長い上衣
  - ゲチュヘリ・シジギャン（gecuheri sijigiyan）：蟒袍、蟒緞の長衣
    - 一品～三品は五爪のジャブジャン（jabjan、蟒）が9匹
    - 四品～六品は四爪のジャブジャンが8匹
    - 七品～九品は四爪のジャブジャンが5匹

  - モンゴロク・シジギャン（monggorokū sijigiyan）：鑲領袖袍子、縁取りした襟と袖のある袍
  - チュバ(ン)・シジギャン（cuba(n) sijigiyan）：女朝衣、鑲沿袍褂、鑲沿女袍、女性用の礼服
  - ボソイ・フシンガ・シジギャン（bosoi hūsingga sijigiyan）：布袍
  - ウムルス・シジヒャン、エムルス・シジヒャン（umursu sijihiyan, emursu sijihiyan）：単袍、裏地なしの袍
  - ジュルス・シジヒャン（jursu sijihiyan）：夾袍、裏地付きの袍
  - ビガニ・シジヒャン、フォホロン・アダスン・シジヒャン（bigan i sijihiyan, foholon adasun sijihiyan）：缺襟袍
  - ウレヘ・シジヒャン、サブシハ・シジヒャン（ulehe sijihiyan, sabsiha sijihiyan）：窄襠袍
  - フブトゥ、フクトゥ(・シジヒャン)（hubtu, huktu, huktu sijihiyan）：綿袍、胖襖、膀襖、綿入りの袍
    - シャニャハ・フブトゥ（šaniyaha hubtu）：縕袍、粗悪なカラムシの着物

  - クブニ・シジヒャン（kubun i sijihiyan）：綿袍、綿入りの袍
  - シャ・シジヒャン（ša sijihiyan）：紗袍、紗製の袍
  - フフバ（hūhūba）：無開(騎)袍、無開歧子袍、前開きの無い袍
  - ジブチャ(ン)（jibca, jibcan）：皮襖、裏に毛皮をつけた長い上衣
    - ギヒ・ジブチャ（gihi jibca）：麑裘、小鹿の毛皮製の上衣
    - ホンチ・ジブチャ（honci jibca）：羔裘、羊毛皮製の長衣
      - ムワ・ホンチ・ジブチャ（muwa honci jibca）：老羊皮皮襖、大羊の毛皮の長衣

    - トゥルフ・ジブチャ（tulhu jibca）：麦穂皮襖、やや成長した仔羊の毛皮の襖
    - チンダハン・ジブチャ（cindahan jibca）：天馬皮襖、天馬（大兎）毛皮の長衣
    - (ドビイ・)チャビ・ジブチャ（dobii cabi jibca, cabi jibca）：狐肷皮襖、狐皮の長衣
    - キルサ・チャビイ・ジブチャ（kirsa cabi i jibcia）：沙狐狸肷皮襖、沙狐狸の腹の白毛皮の長衣
    - ホロ・ジブチャ（holo jibca）：半截皮襖、模造皮で作った皮襖

- クルメ（kurume）：褂、褂子、シジギャンの上に着る上着
  - ヤチン・クルメ（yacin kurume）：青褂、青黒い色の褂
  - ゲンギェン・クルメ（genggiyen kurume）：紅青褂
  - フォホロン・クルメ（foholon kurume）：単褂子、馬褂子、短い褂
  - チュバ(ン)・クルメ（cuba(n) kurume）：鑲沿(女)褂
  - ビガニ・クルメ（bigan i kurume）：短褂、野外用の短い褂
  - ウンドゥラク・クルメ（undurakū kurume）：立蟒褂、龍紋緞子製の褂
  - フルデヘ・クルメ（furdehe kurume）：皮褂(子)、毛皮製の褂
  - トゥルフ・クルメ（tulhu kurume）：麦穂皮褂、仔羊皮の褂
  - シャンギャン・ウルフ・クルメ（šanggiyan ulhu kurume）：銀鼠皮褂、銀鼠の毛皮の褂
  - ヤチン・ウルフ・クルメ（yacin ulhu kurume）：灰鼠皮褂、灰鼠の毛皮の褂
  - チダフン・クルメ（cidahūn kurume）：天馬皮褂子、天馬（大兎）の毛皮の褂
  - ドビイ・ファトハ(イ)・クルメ（dobi i fatha (i) kurume）：狐腿皮褂、狐の趾の毛皮の褂
  - ハラ・セケイ・クルメ（hara sekei kurume）：秋板貂皮褂、毛の短い貂皮の褂
  - セケイ・バルタハ(イ)・クルメ（sekei baltaha (i) kurume）：貂殻皮褂、帯嗉貂皮褂、貂下嗑皮褂、貂の下頦の皮の褂
  - サビルギ・クルメ、プセ・クルメ（sabirgi kurume, puse kurume）：補褂、品級を示す刺繍布付き礼装用の褂
  - ジャンチ(ン)（jangci, jangcin）：氊褂、雨雪の際に着る毛織の褂
  - デヘレ(ン)（dehele(n)）：斉肩短褂、短皮褂、皮掛斉肩掛、袖無しの短い褂

- オルボ（olbo）：馬褂、無袖長褂、野外用の上衣
  - スワヤン・オルボ（suwayan olbo）：黄馬褂、皇帝から下賜される黄色い馬褂
  - チェケ（ceke）：野獣皮馬褂、革製の短上衣
  - チェジェレク（cejeleku）：領衣、立襟付き胴衣
  - グワラスン（guwalasun）、グウェレスン（guwelesun[4]）：女砍肩褂、(斉肩)長掛、女性用袖なし短胴衣
  - カキトゥ（kakitu）：緊身、女性用の胴衣

- ダフ（dahū）：皮端罩、皮囤、毛皮製の上着
  - サハルチャ・セケイ・ダフ（sahalca sekei dahū）：黒貂大褂、黒貂毛皮製の上着
  - チャク・ダフ（cakū dahū）：花白皮端罩
  - セケ・ダフ（seke dahū）：貂皮囤子、貂皮製の上着
  - シ(ュ)ルン・ダフ（silun dahū, šulun dahū）：猞猁猻囤子、猞猁猻の皮の上着
  - ヤルハ・ダフ（yarha dahū）：豹皮囤子、豹皮製の上着
  - ニュヘ・ダフ（niohe dahū）：狼皮囤子、狼皮製の上着
  - エルビヘ・ダフ（elbihe dahū）：貉皮囤子、貉の毛皮の上着
  - ドビヒ・ダフ（dobihi dahū）：狐狸皮囤子、狐の毛皮の上着
  - ボロ・ドビ(イ)・ダフ（boro dobi (i) dahū）：元狐皮囤子、玄狐の毛皮製上着
  - ギヒ・ダフ（gihi dahū）：麑皮囤子、小鹿の皮製の上着
  - ハヤハン(イ)・ダフ（hayahan (i) dahū）：鑲沿貂皮猞猁猻元狐𧘸子、毛皮に革で縁取りした上着
  - ウルフマイ・ダフ（ulhūma i dahū）：翟裘

- エルグメ（ergume）：朝衣、披領[4]、礼装用の服
  - チェケム・エルグメ（cekemu ergume）：倭緞披領
  - ゲチュヘリ・エルグメ（gecuheri ergume）：蟒緞朝衣
  - ハヤハン(イ・エルグメ)（hayahan, hayahan (i) ergume）：貂鑲(皮)朝衣、貂皮で縁取りした礼服
  - ゴクシ（goksi）：無扇肩朝衣、無肩朝服、無披肩朝衣、肩飾りのない礼服
- チュバ（cuba）：女斉肩朝褂、女性用の袖なし礼装用長衣
- テレリ、オジン（teleri, ojin）：捏摺女朝褂、女朝服、無袖女褂、女性用袖なし礼服
  - オジン・テレリ（ojin teleri）：斉肩的長女衣、女朝衣

- ガハリ（gahari）：布衫、衫襖、衫子、シジギャンの内に着る襦袢
  - フォホロン・ガハリ（foholon gahari）：汗衫、短い襦袢
  - フォクト（fokto）：葛布短袍衫、女人披領袍、短綿袍、女披領、葛布の短い袍

- ジュイェン（juyen）：襖、衫襖、襖子、シジギャンの内に着る綿入りの短衣
  - パムプ（pampu）：厚綿襖、厚い綿入りの襖
  - ガトフワ（gathūwa）：稀毛皮襖、短毛毛皮製の長衣

- チャムチ、チムチ（camci, cimci）：襯衣、襯衣子、背心、袍の内に着る短衣

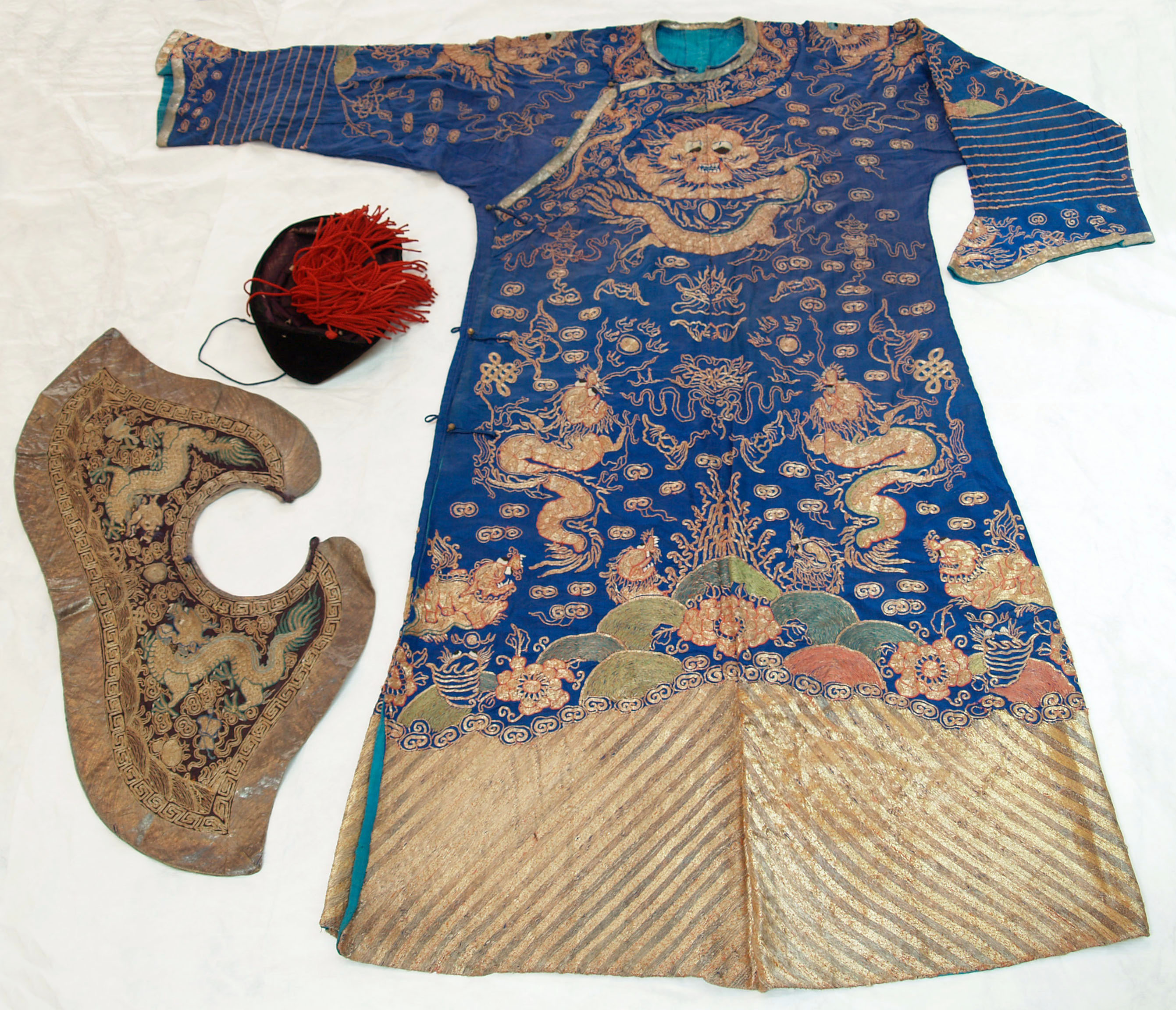
ゲチュヘリ・シジギャン（蟒袍）とマハラ（暖帽）、イルテン（扇肩）
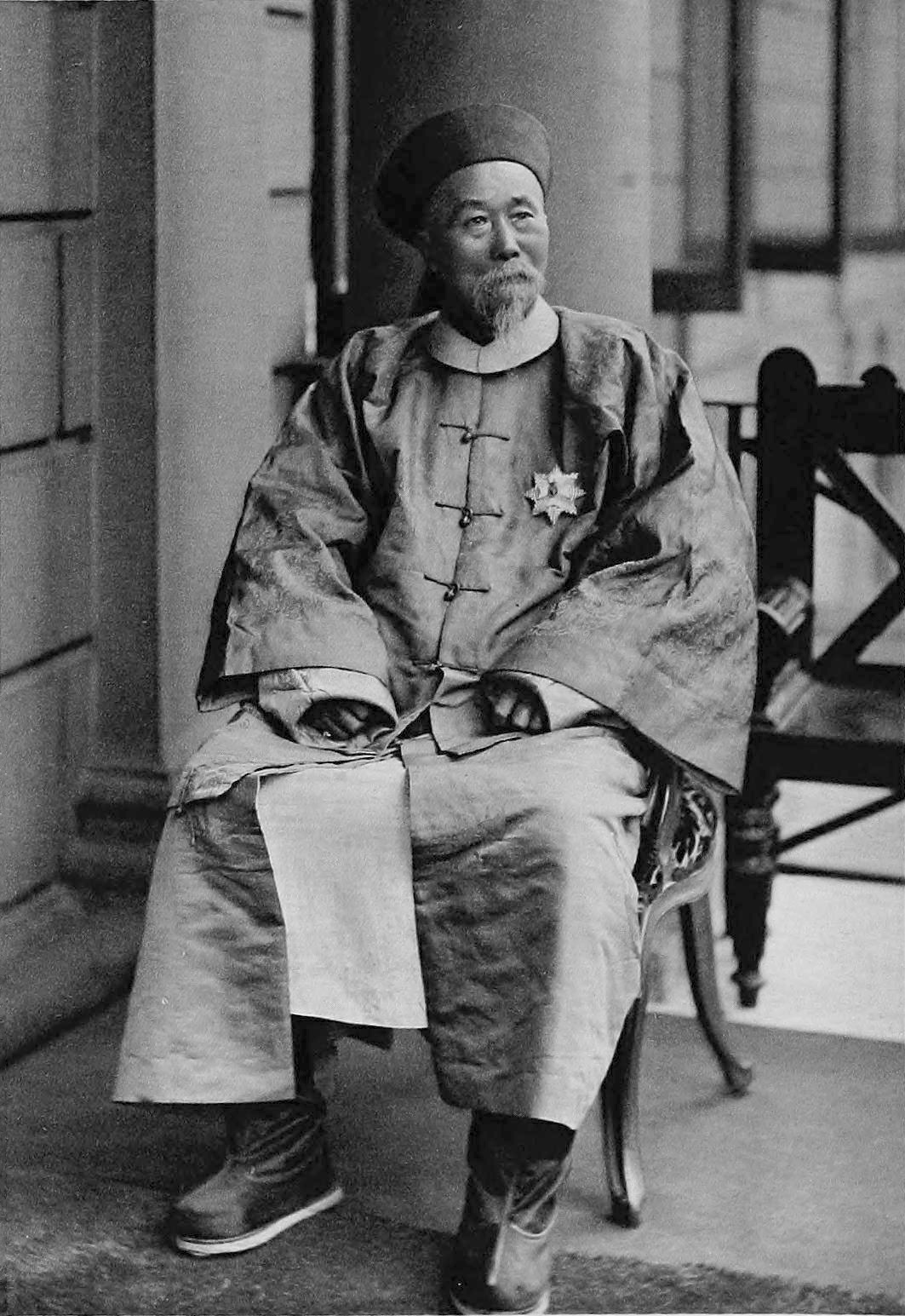
李鴻章。マハラ（暖帽）、シジギャン（袍）、オルボ（馬褂）を着用
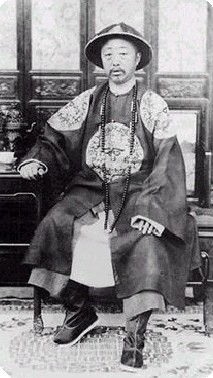
醇親王奕譞。ボロ（涼帽）、シジギャン（袍）、サビルギ・クルメ（補褂）、グルハ（靴）を着用
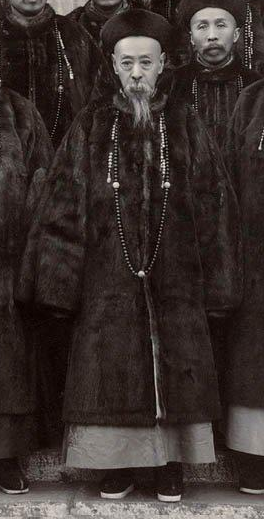
慶親王奕劻。マハラ（暖帽）、シジギャン（袍）、ダフ（皮端罩）を着用
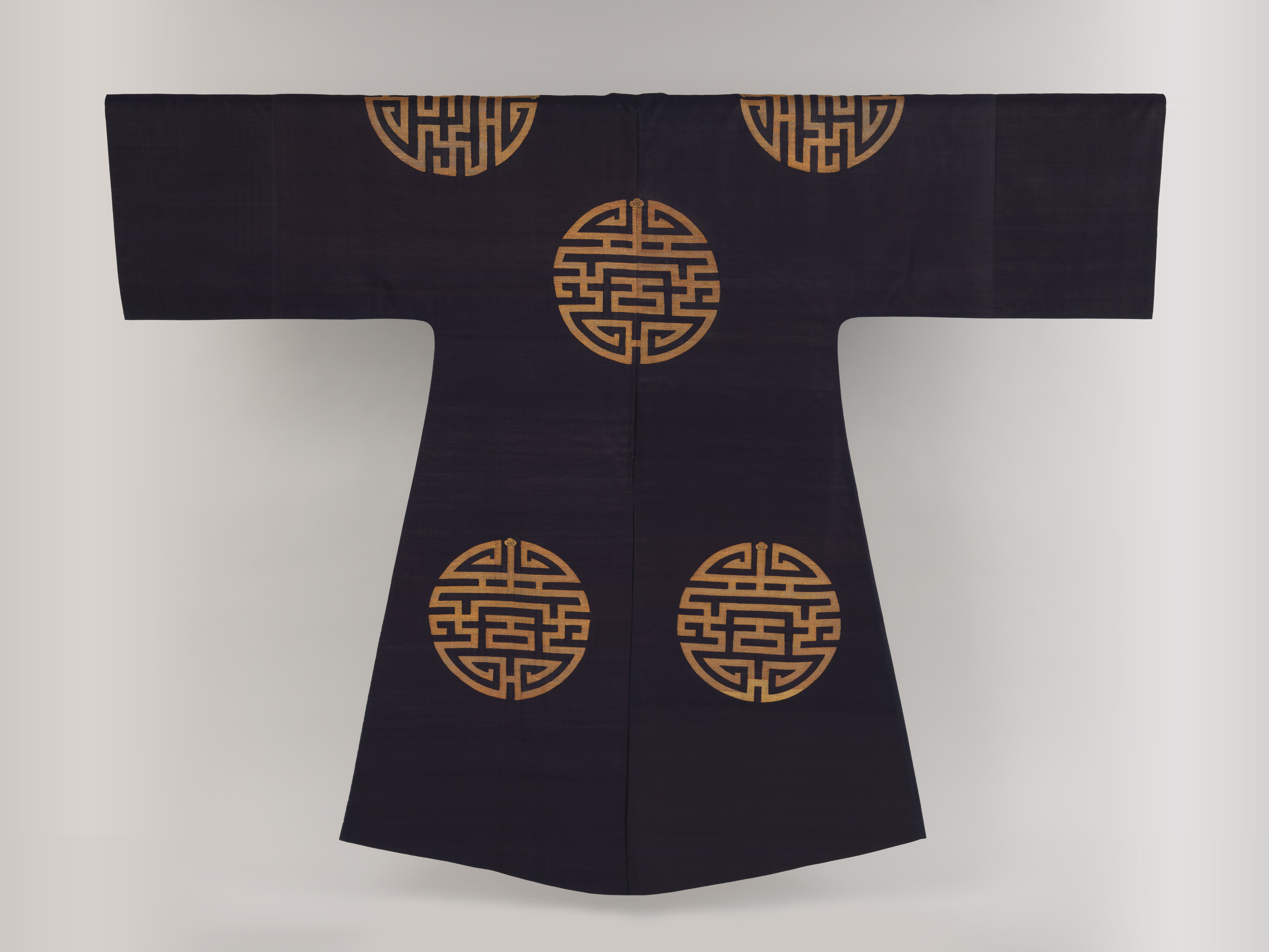
クルメ（褂）
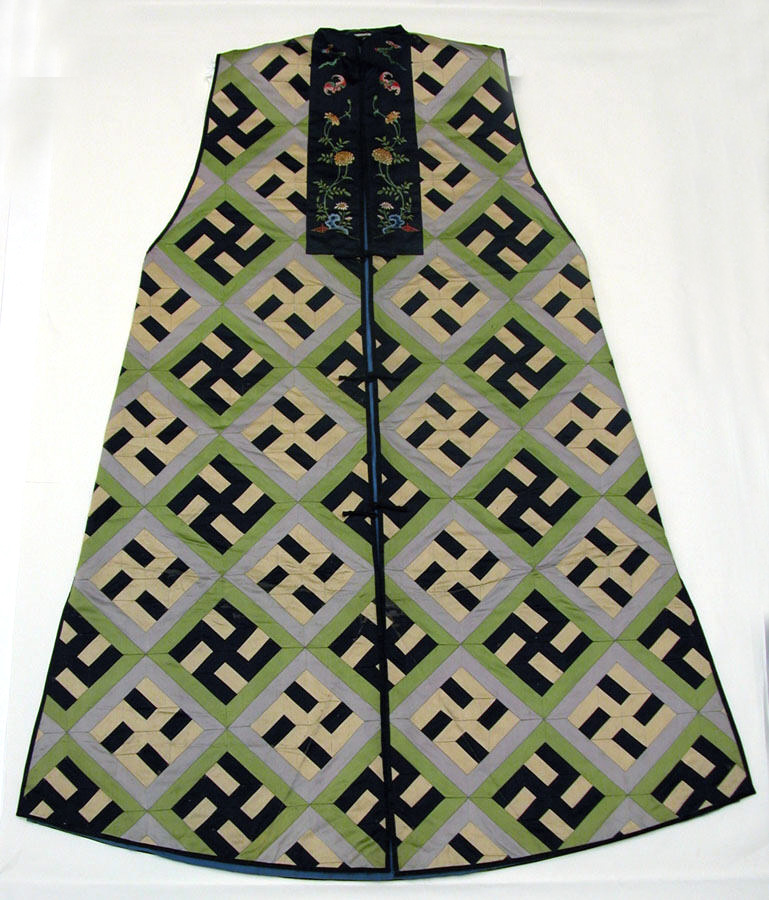
チャムチ（襯衣）
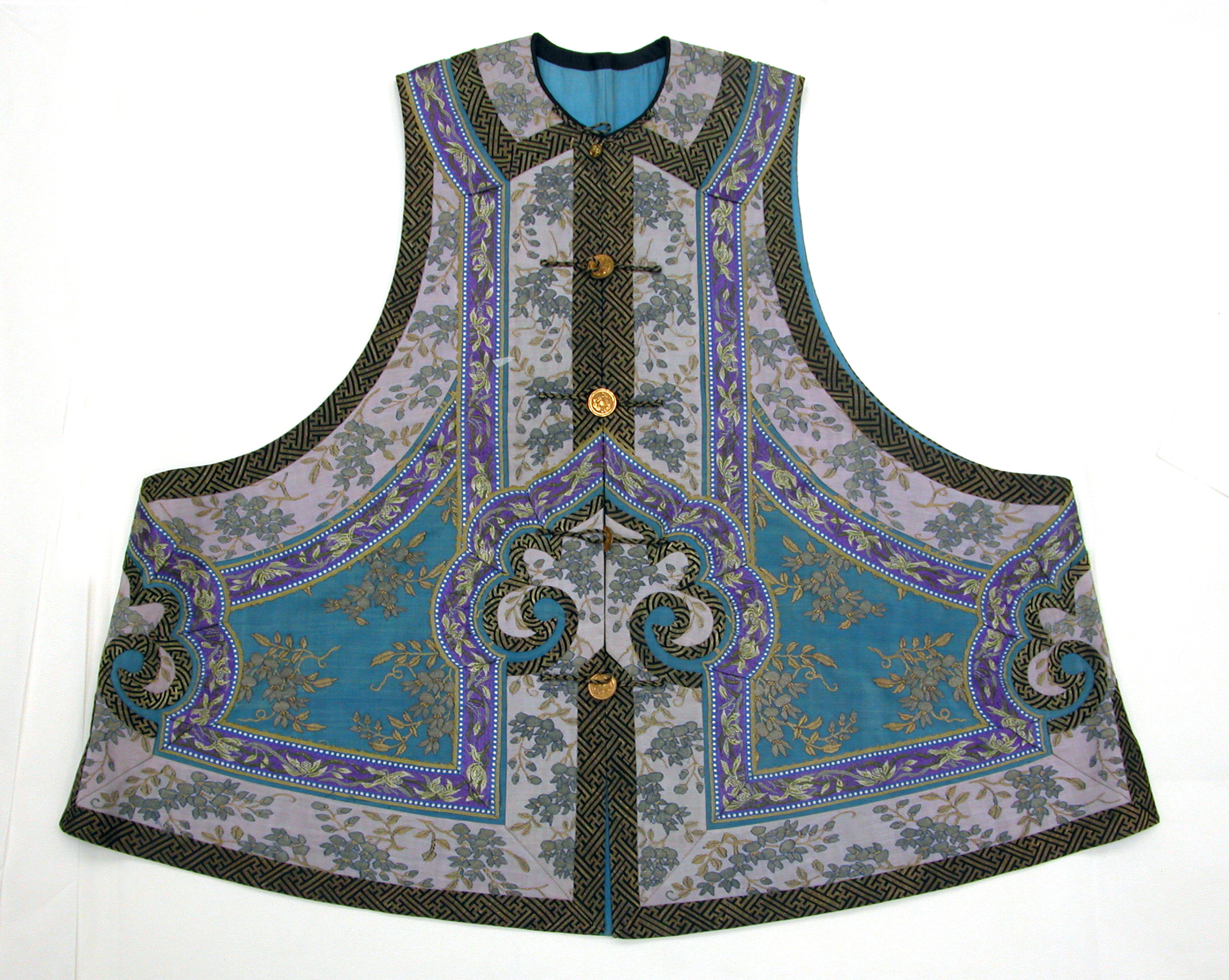
カキトゥ（緊身）

### その他の衣装
- ココリ（kokoli）：幔頭套、赤子之衣、貫頭衣、かつぎ
- ネレク、ネルク（nereku, nerku）：斗蓬、雨雪の際に羽織る袖も襟もない雨合羽
- ネメルク（nemerku）：雨衣、油塗りの雨合羽
- ネメルヘン、ネメルケン、ネメルゲン（nemerhen, nemerken, nemergen）：蓑衣、みの
- アクミ（akūmi）：魚皮衣、魚皮製の服
- ナミ（nami）：去毛鹿皮衣、毛を取り去った鹿皮の衣
- シナヒ（sinahi）：孝衣、服喪用の白衣

### 付属品
- イルテン（ilten）：扇肩、披領、礼服の肩飾り
- デルドゥ（derdu）：兜兜、肚兜、腹掛け
- サビルギ、プセ（sabirgi, puse）：補子、品級を表す刺繍布
  - 親王はムドゥリ（muduri、団龍）
  - 公・侯・伯はドゥイン・オショホ・ジャブジャン（duin ošoho jabjan、四爪蟒）
  - 一品の文官はシャニャン・ブレヘン（šanyan bulehen、仙鶴）、武官はサビントゥ（sabintu、麒麟）
  - 二品の文官はジュンギリ・チョコ（junggiri coko、錦鶏）、武官はアルサラン（arsalan、獅子）
  - 三品の文官はトジン（tojin、孔雀）、武官はヤルハ（yarha、豹）
  - 四品の文官はトゥギンゲ・ニュンニャハ（tugingge niongniyaha、雲雁）、武官はタスハ（tasha、虎）
  - 五品の文官はシュンギン・ガスハ（šunggin gasha、白鷴）、武官はレフ（lefu、熊）
  - 六品の文官はグワシヒャ（gūwasihiya、鷺鷥）、武官はタルガン（targan、彪）
  - 七品の文官はイルゲチェ・ニェヘ（irgece niyehe、鸂鶒）、武官はイハシ（ihasi、犀）
  - 八品の文官はムシュ（mušu、鵪鶉）、武官はイハシ
  - 九品の文官はバイブラ（baibula、練鵲）、武官はマルタ（malta、海馬）
  - その他はトントゥ（tontu、獬豸）

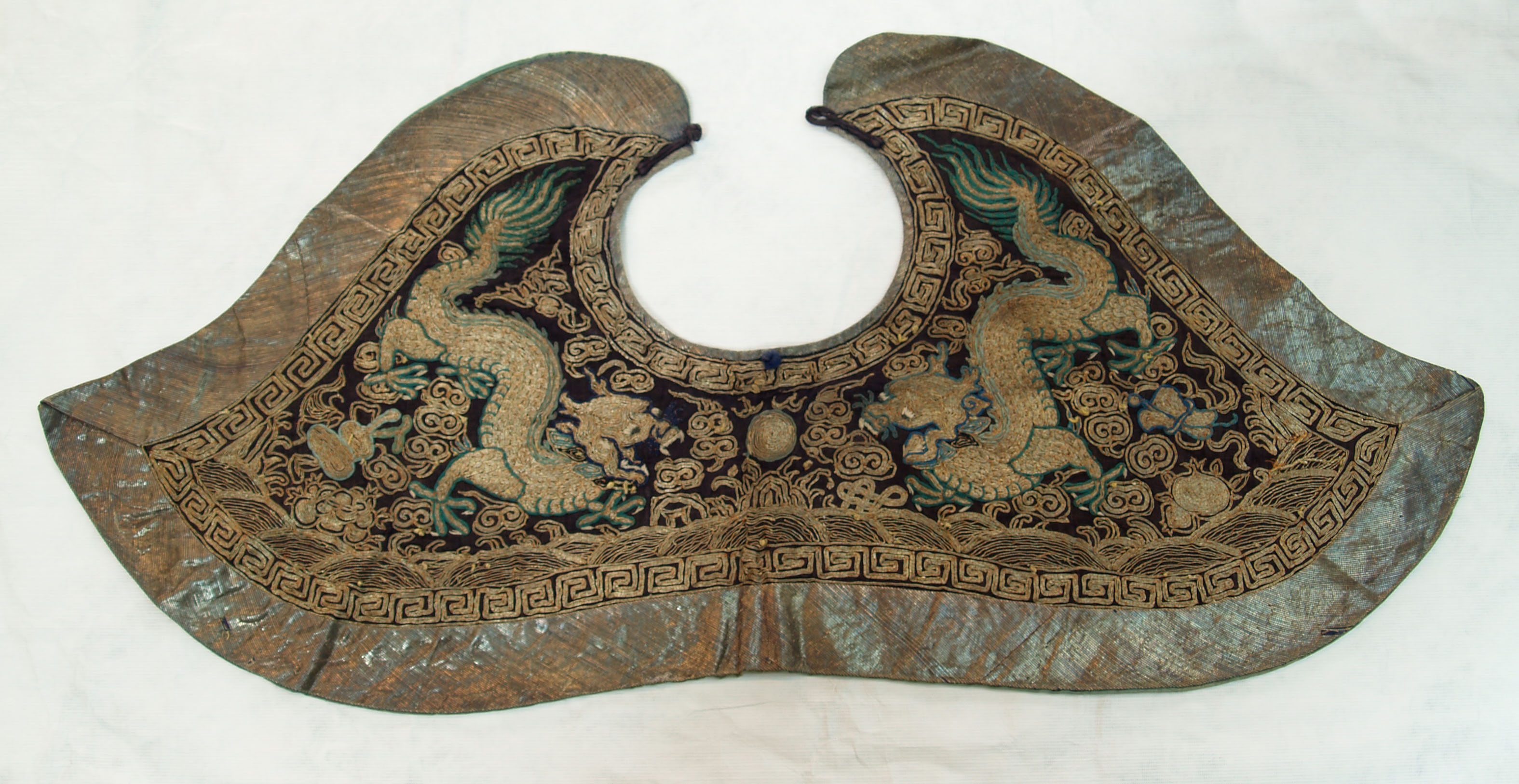
イルテン（扇肩）
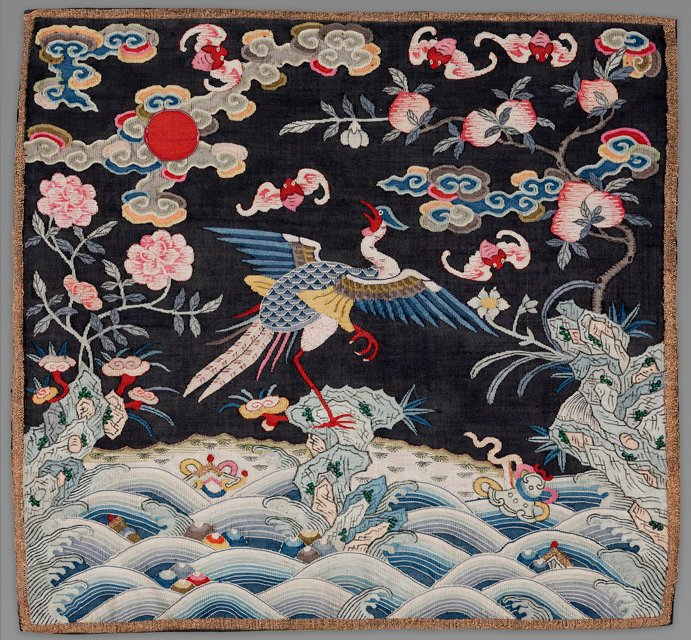
文官二品のジュンギリ・チョコ（錦鶏）のサビルギ（補子）

### 褲・裙
- ドゥシヒ（dusihi）：男裙、裙子、袴
- フシハ(ン)、フシガン（hūsiha(n), hūsigan）：女裙、裙(子)、スカート
  - イルハンガ・フシハン（ilhangga hūsihan）：花裙
  - シュファハ・フシハン（šufaha hūsihan）：褶児裙
- ファクリ（fakūri）：褲子、ズボン
  - フ(ォ)ンド・ファクリ（fondo fakūri, fundo fakūri[5]）：開(襠)褲
  - ラク（laku）、ハルク（halukū）：厚綿褲、綿褲、厚い綿入れズボン
  - アドゥヒ（aduhi）：(無毛)皮褲、鞣革製のズボン
  - ゴチク（gocikū）：套褲、重ねズボン
- ハブタハ（habtaha）：男墊腰、男性用の腰巻
- ヘブテヘ（hebtehe）：女囲腰、女性用の腰巻

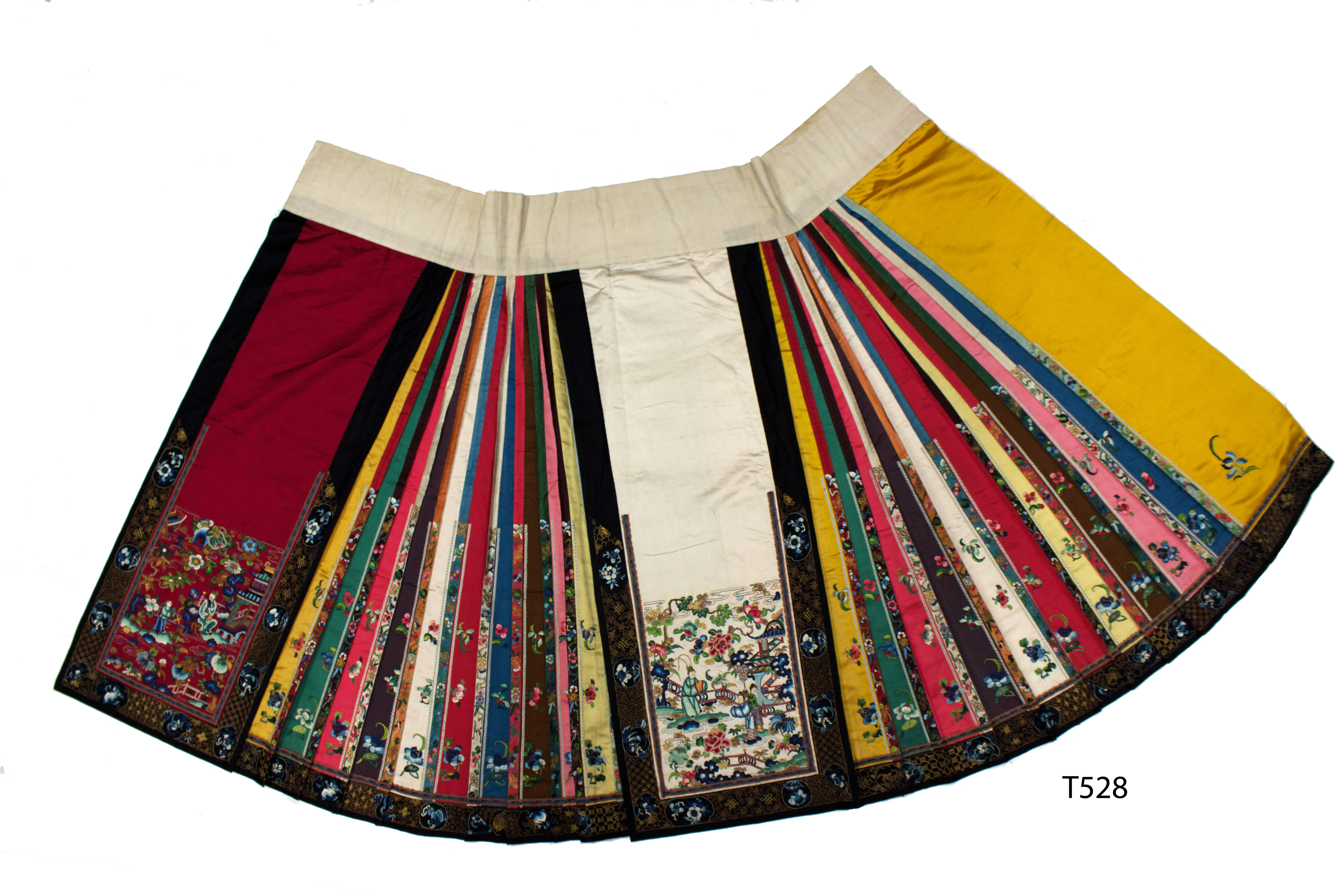
フシハン（女裙）

### 頭飾
- マハラ（mahala）：冠、暖帽、冬用の帽子
  - ドロイ・マハラ（doroi mahala）：朝帽、礼装用帽子
  - ブチレク・マハラ（bucileku mahala）：臥兎帽、耳当て付きの冬用帽子
  - スク・マハラ（sukū mahala）：皮帽、皮帽子
  - セケイ・マハラ（sekei mahala）：貂帽、貂の毛皮製帽子
  - ボロ・ドビ(イ)・マハラ（boro dobi (i) mahala）：元狐帽、玄狐の毛皮製帽子
  - シェリン・マハラ（šerin mahala）：女朝帽、女性用の礼装帽
  - フセレヘ・マハラ（fuserehe mahala）：縁辺舒沿小帽、耳当てのない冬帽
  - トルヒク・マハラ、トルギク・マハラ（torhikū mahala, torgikū mahala）：舒簷小帽、寛沿帽、同上
  - イジャスハ・マハラ（ijasha mahala）：算盤挌搭帽、菊の花型の頂きのついた貴人用帽子
  - ジンセ・マハラ（jingse mahala）：頂(子)帽、頂子（頂部装飾）付きの帽子
    - ジンセ（jingse）：頂子、帽頂に着ける位階を示す装飾

  - スベリエン・ソルソニ・マハラ（subeliyen sorson i mahala）：緯帽
    - スベリエン・ソルソン（subeliyen sorson）：線纓、帽子につける赤糸の房

  - シャブトゥンガ・マハラ（šabtungga mahala）：護耳帽、臥兎(大)帽、耳当て付きの冬用帽子
  - ドドリ(・マハラ)（dodori, dodori mahala）：寛沿(大)帽、寛簷大帽、縁の広い冬用帽
  - テムゲトゥ・マハラ（temgetu mahala）：所属の営の記号付き軍帽
- カムトゥ（kamtu）：氊帽、フェルト製の帽子
- イジス（ijisu）：行帽
- ボロ（boro）：涼帽、笠
  - デルス・ボロ（dersu boro）：白草(胎)帽
  - シェリン・ボロ（šerin boro）：女朝(涼)帽、女性用の夏用礼装帽
  - セキエク(・ボロ)（sekiyeku, sekiyeku boro）：草帽、涼棕帽、草で編んだ大きな帽子
  - インジリ・ボロ（injiri boro）：女雨纓涼帽、有囲涼帽、顔被い付き笠
    - インジリ（injiri）：婦人遮臉罩子、婦人用顔隠し
- マハラ・エルベク（mahala elbeku）：帽罩、雨や雪から帽子を守る覆い
- ショショニ・ウェレン（šošon i weren）：鈿子、女性用の頭飾り
- シュファリ（šufari）：包頭、婦人用の頭巾
- フベリ（hūberi）：風領、貂皮製の婦人用冬頭巾
- ブチレク（bucileku）：脳包、女性用の耳当て

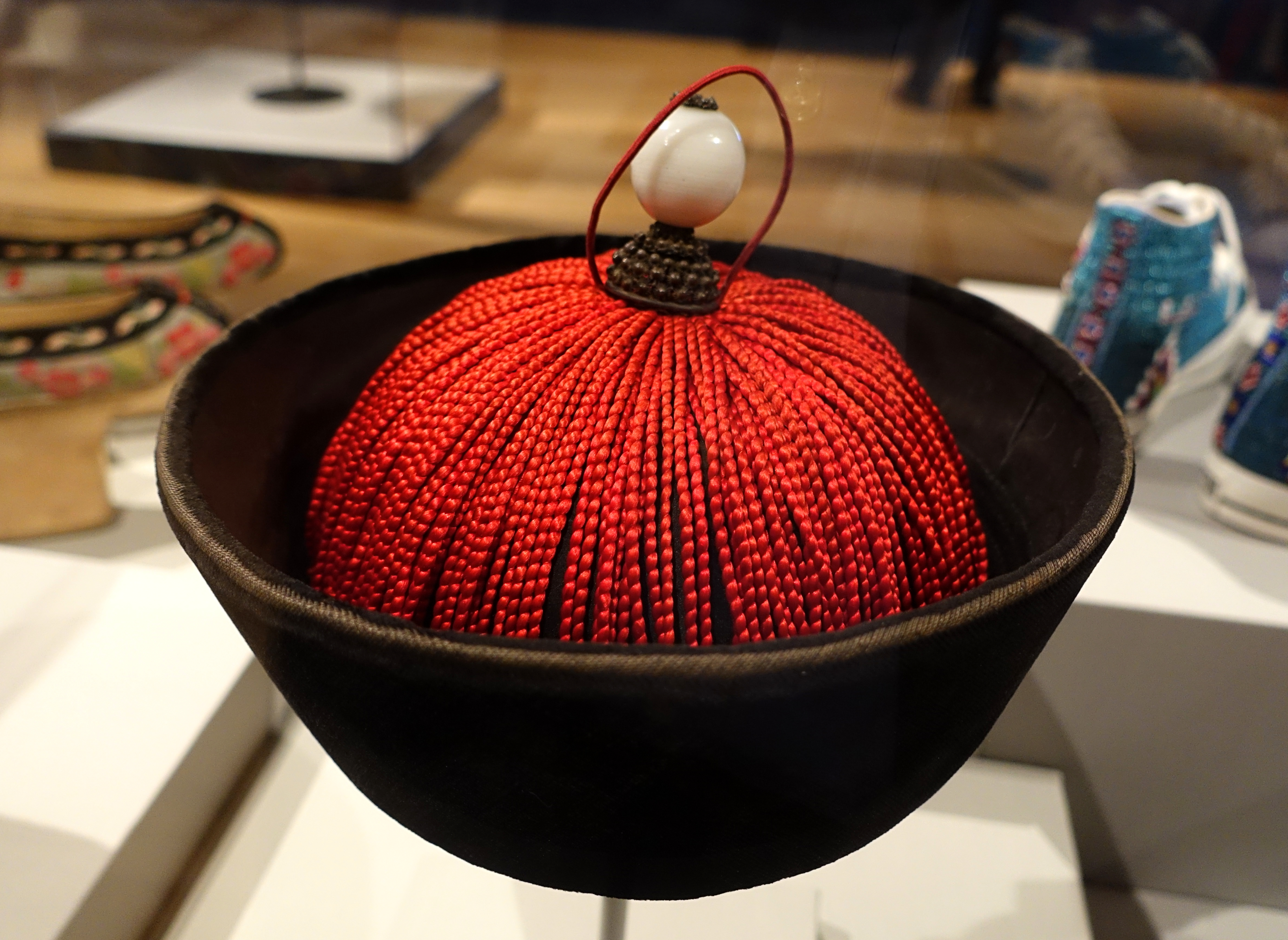
マハラ（暖帽）
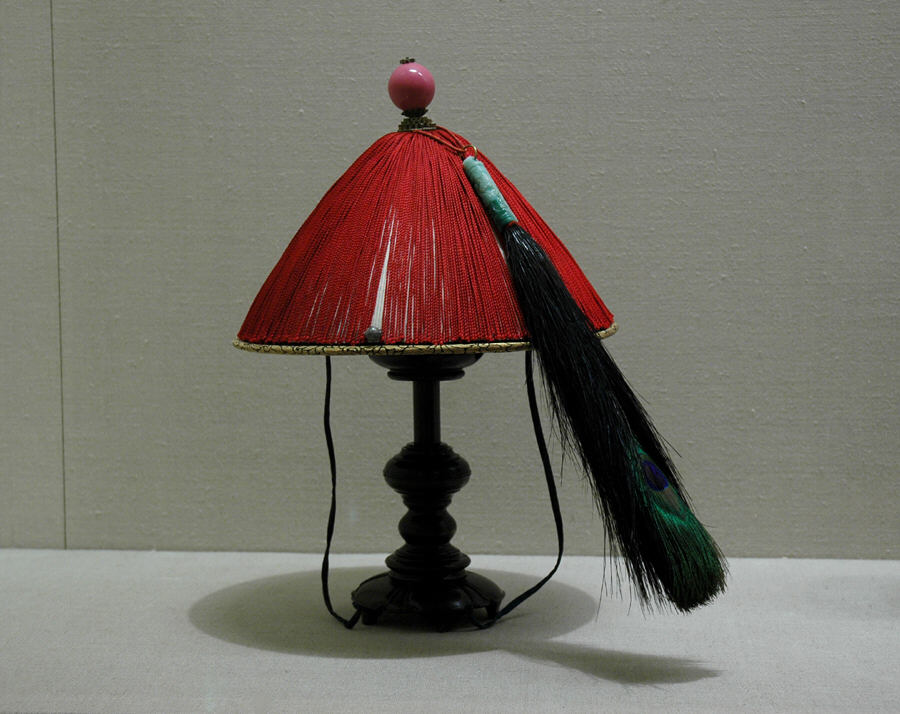
ボロ（涼帽）
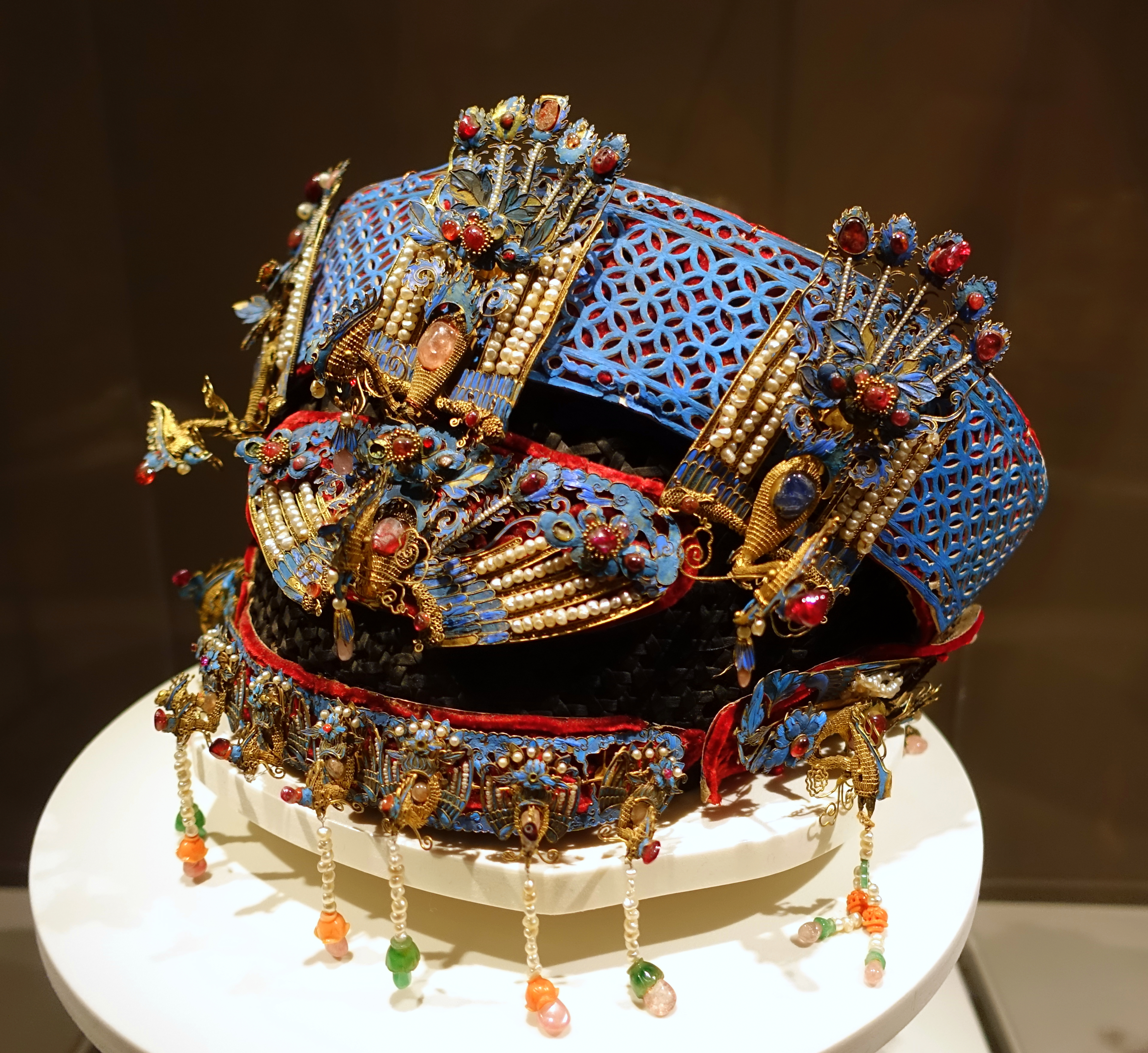
ショショニ・ウェレン（鈿子）

### 帯
- ウミエスン、イミエスン（umiyesun, imiyesun）：腰帯、ベルト
  - ドロイ・ウミエスン（doroi umiyesun）：朝帯、礼装用の帯
  - スラ・ウミエスン（sula umiyesun）：空帯、帯環なしの帯
  - タブク・ウミエスン（tabukū umiyesun）：鏟子帯、片方だけに留金のある帯
  - ヨーセラク・ウミエスン（yooselakū umiyesun）：掐簧帯、留金付き帯
  - フルギャン・ウミエスン（fulgiyan umiyesun）：紅帯子、宗室用の紅色の帯
  - ハクサン・ウミエスン（haksan umiyesun）：宗室束的黄帯子、皇族用の黄色の帯
  - ウユ・シンダハ・シュルデク・ウミエスン（uyu sindaha šurdeku umiyesun）：鑲嵌松石鞓帯

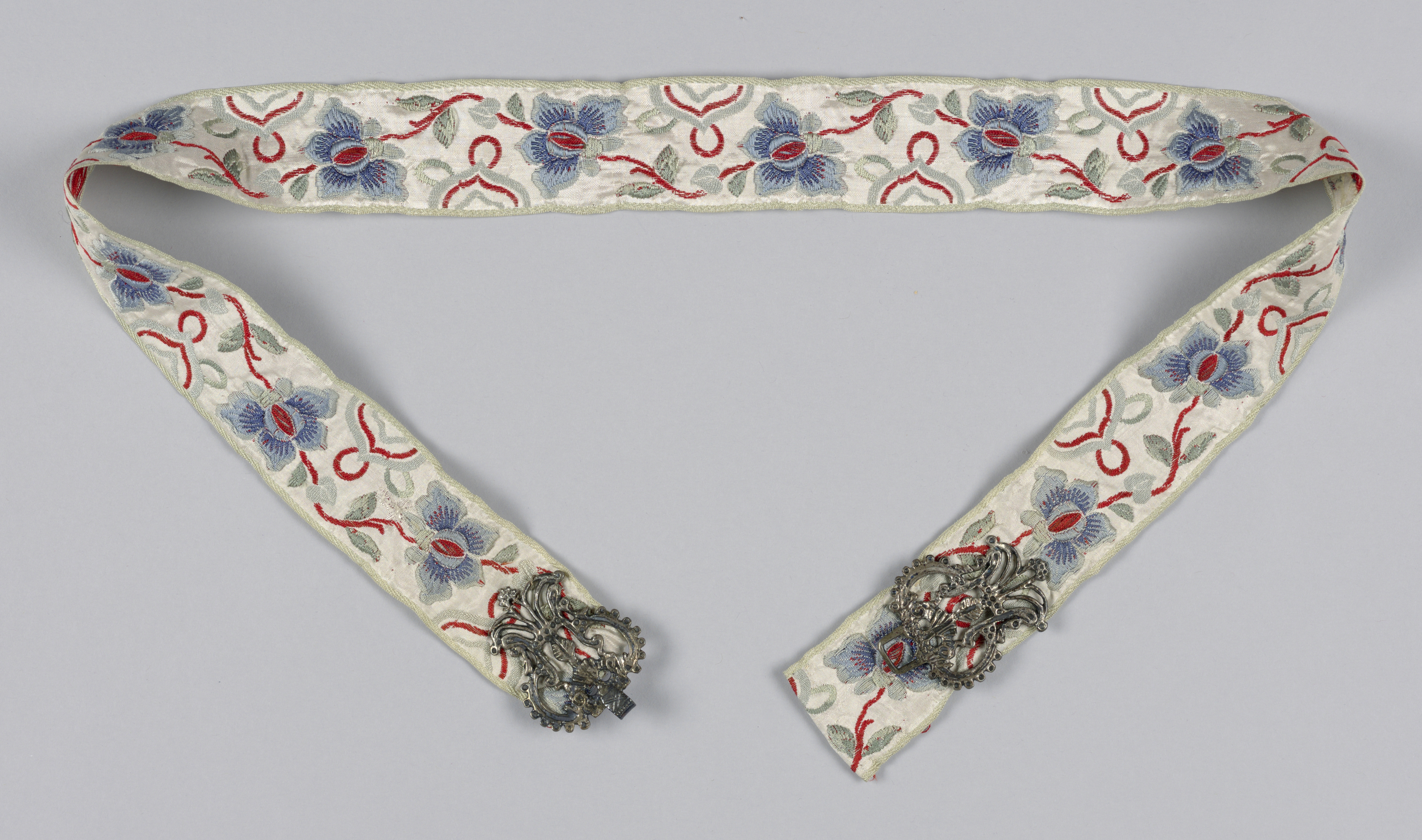
ウミエスン（帯）
ドロイ・ウミエスン（朝帯）

### 履物
- フォモチ、ワセ、フォムチ・ワセ（fomoci, wase, fomci wase）：襪(子)、氊襪、靴下
- フォジ（foji）：(皮)暖襪、皮製の靴被い
- フォチョ（foco）：半截襪
- フシトゥン（hūsitun）：(男)裹脚、套袖、褲脚子、裹布、男性用の巻脚絆
- ボヒク（bohikū）：女裹脚、女性用の巻脚絆
- サブ（sabu）：鞋、短靴
  - フトフリ・サブ、クトフリ・サブ（hūthūri sabu, kūthūri sabu）：雲鞋
  - フワイタメ・サブ（hūwaitame sabu）：綁鞋、烏拉鞋、編み上げ靴
  - クブヘ・サブ（kubuhe sabu）：鑲鞋
  - オルホ(イ)・サブ（orho(i) sabu）：草鞋
  - オロ・サブ（olo sabu）：麻鞋
  - ボチョンゴ・サブ（boconggo sabu）：繍鞋
  - ワンナハ・サブ（wangnaha sabu）：繍花鞋、扎花鞋、刺繍のある婦人用靴
  - タハン・ファタニ・サブ（tahan fatan i sabu）：高底鞋、女性用の高底の靴
  - ウラ（ula）：皮鞋[6]

- グルハ（gūlha）：靴、長靴
  - ソヒン・グルハ、ソーヘン（sohin gūlha, soohen）：皂靴、爪先が反り上がった靴
  - シュリフン・グルハ（šulihun gūlha）：尖靴、靴底の先を尖らせた靴
  - ハルンガ・グルハ（halungga gūlha）：暖靴、毛皮の裏地付き長靴
  - フワイタメ・グルハ（hūwaitame gūlha）：靿子鞋、綁靴、足首より上が布製の靴
  - ギャバン・グルハ（giyaban gūlha）：皮靴、革製の靴
  - ブヒ・グルハ（buhi gūlha）：鹿皮靴、皂皮靴、鹿革製の靴
  - サリン(イ)・グルハ（sarin (i) gūlha）：股子(皮)靴、馬の尻皮製の靴
  - サブシン・グルハ（sabsin gūlha）：布靴、実納靴、布製の靴
  - イハチ・グルハ（ihaci gūlha）：犢皮靴、牛皮靴、牛革製の靴
  - ギャフン・グルハ（giyahūn gūlha）：生皮靴
  - フォモチ・ジブシハ・グルハ（fomoci jibsiha gūlha）：氊襪靴
  - ダイトゥン・グルハ（daitun gūlha）：快靴
  - ニエチェン・グルハ（niyecen gūlha）：紬布靴、端切れ製の靴
  - シェムピレヘ・グルハ（šempilehe gūlha）：緑斜皮牙縫靴
  - ソルソン・グルハ、クトフリ・グルハ（sorson gūlha, kūthūri gūlha）：攣雲靴
  - ギンチヒャン・サリン(イ)・グルハ（gincihiyan sarin (i) gūlha）：浮面靴、平面股子皮靴
  - イルガンガ・サリン(イ)・グルハ（ilgangga sarin (i) gūlha）：花股靴、花面股子皮靴
  - ガルン、オロンド(・グルハ)（garun, olongdo, olongdo gūlha）：長靿靴、長腰靴、長靿子靴、股まである長靴
  - オロション(・グルハ)（ološon, ološon gūlha）：渉木靴、渡河用の生皮製長靴
  - ジュルグメ（julgume）：矮靿女靴、女性用の靴

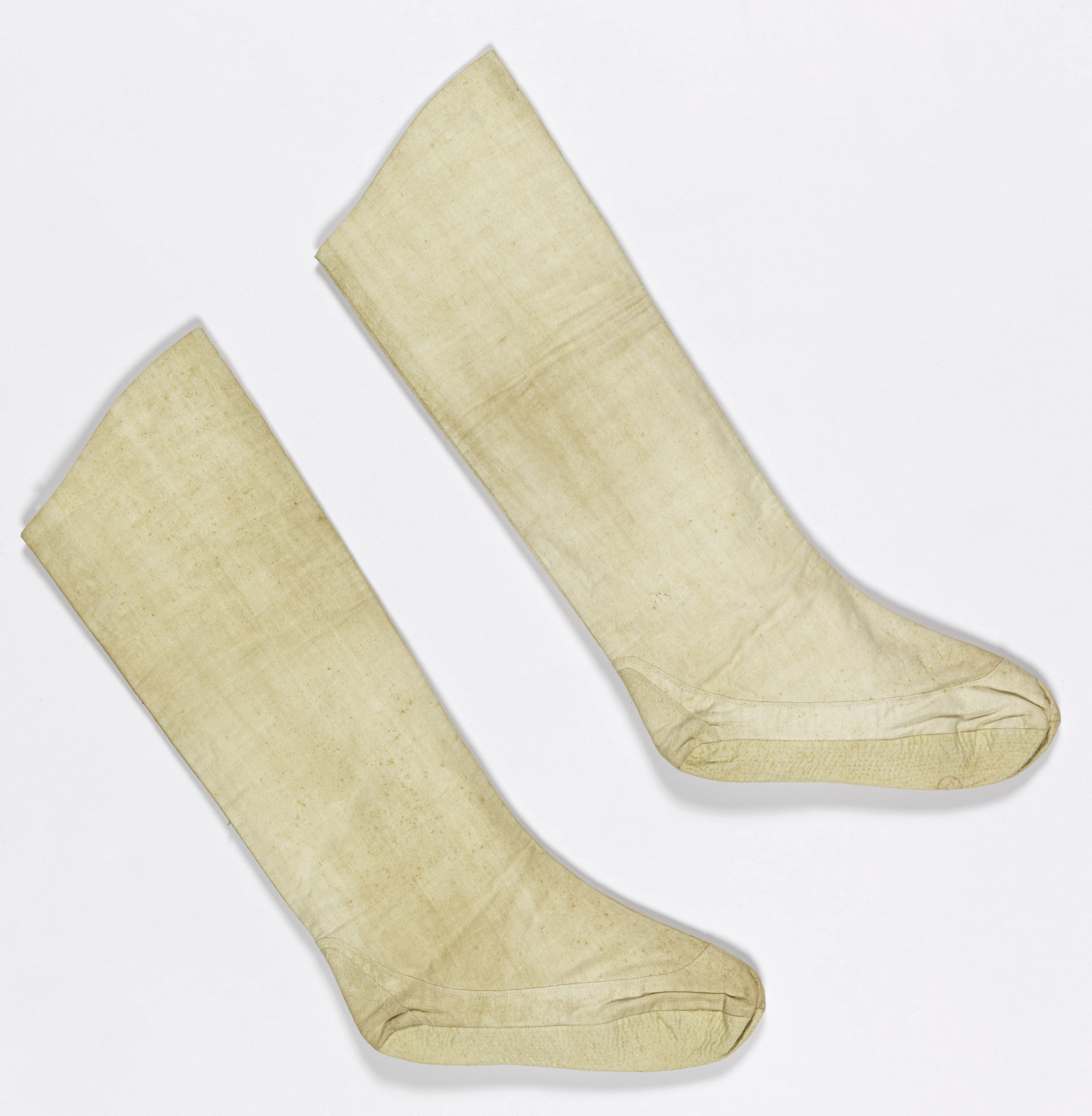
フォモチ（襪）
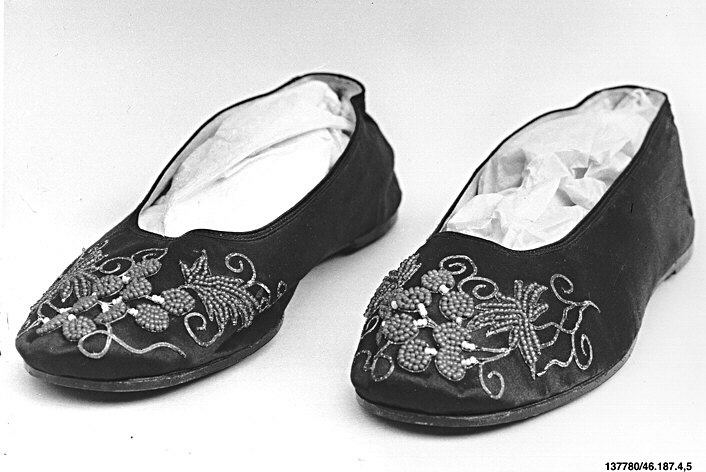
サブ（鞋）
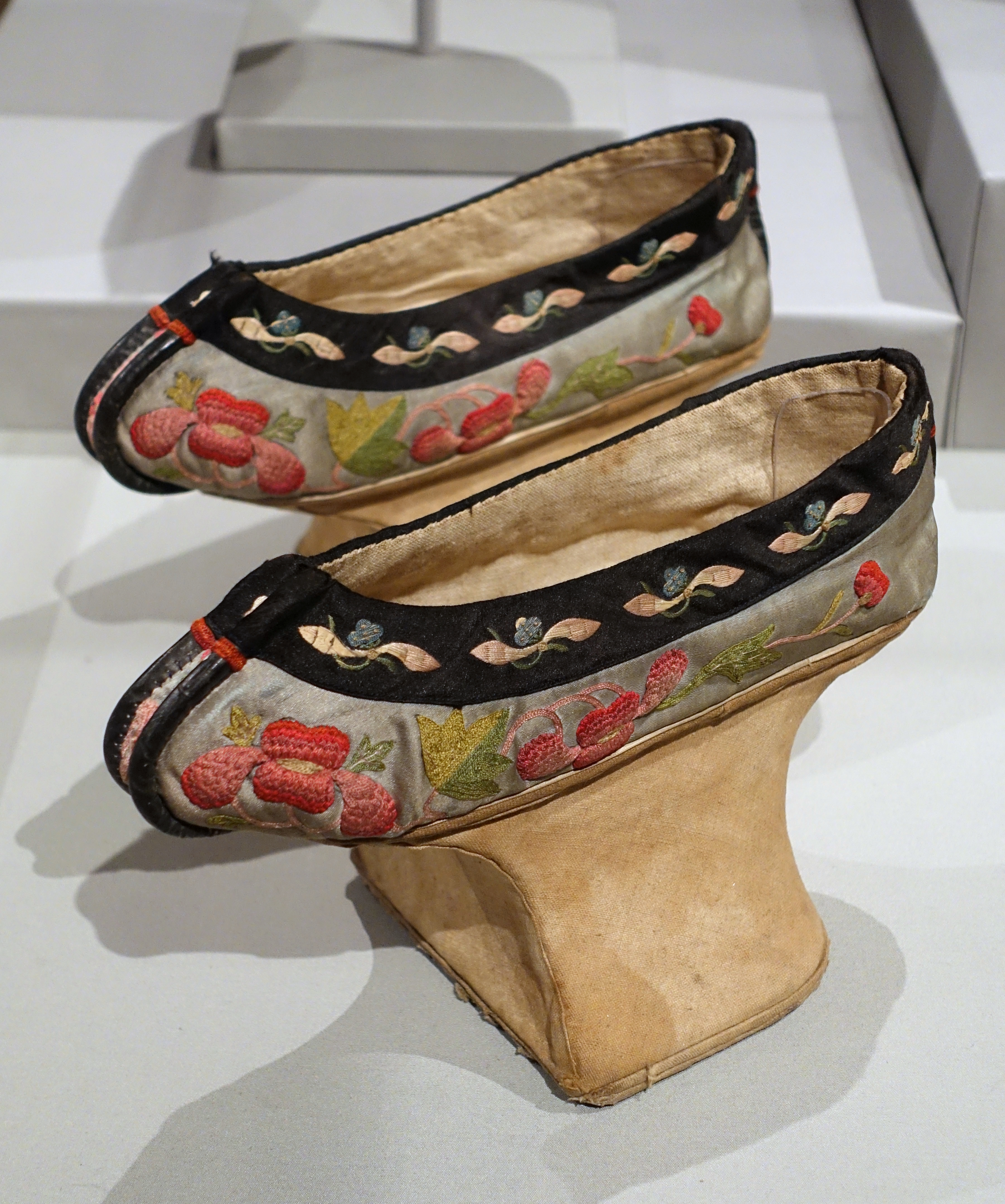
タハン・ファタニ・サブ（高底鞋）
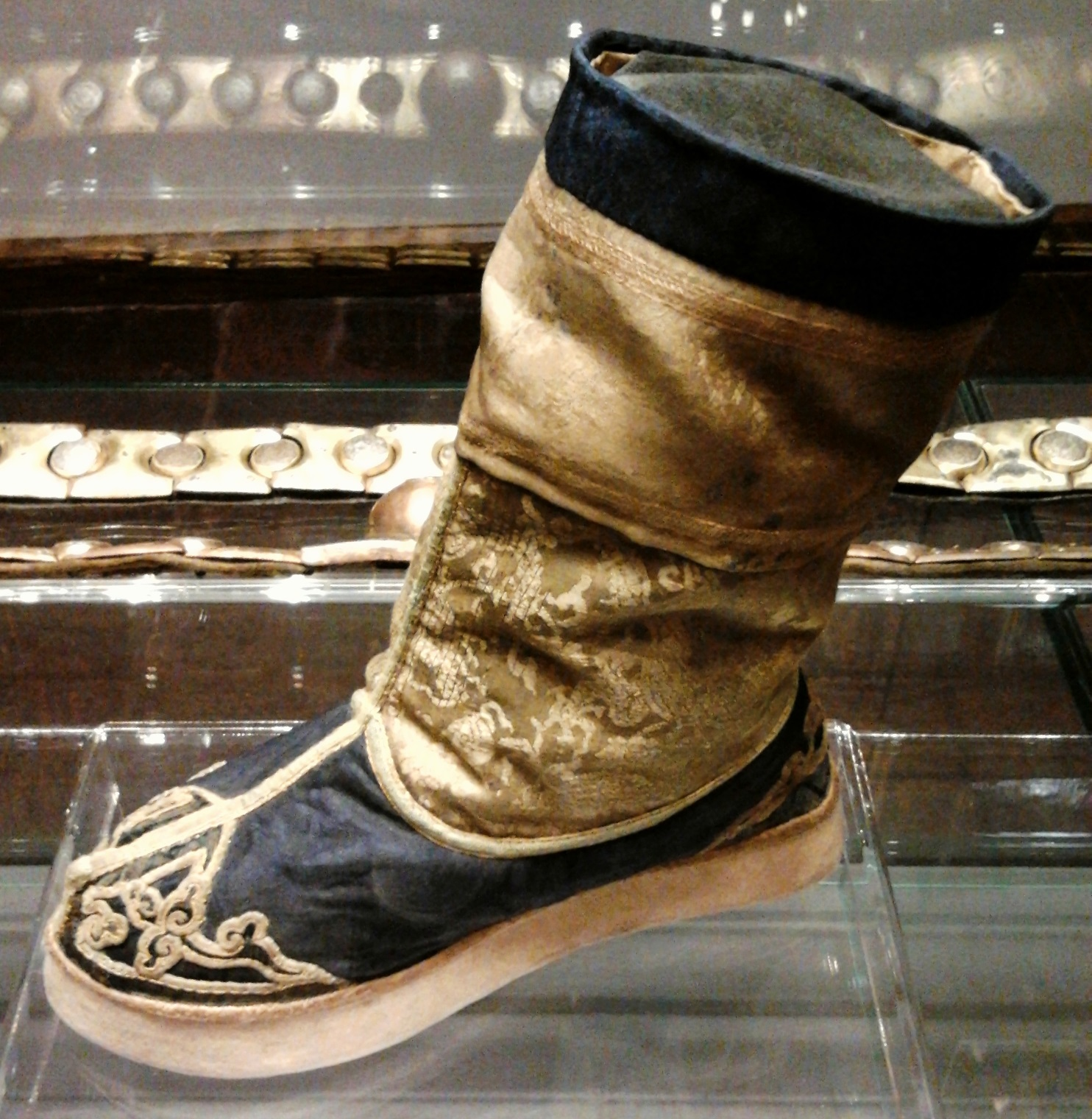
グルハ（靴）